# علي خميس مرجان
علي خميس مرجان شاعر يمني وُلد بمدينة سقطرى اليمنية، وناضل ضد الظلم وفساد نظام الرئيس الراحل علي عبد الله صالح فكان من أوائل المشاركين في ساحة التغيير بسوقطرى خلال ثورة الشباب عام 2011، ولُقّب بشاعر الثورة اليمنية، كما شارك في الاحتجاجات الرافضة الوجود الإماراتي في جزيرة سقطرى، والتي قال خلالها عبارته الشهيرة «سقطرى لا تُباع بقرص خبز ولا بسلّة غذاء»، وتوفي في 17 أبريل 2021 بّعد صراع مع المرض.